# Gertrudiella torquata
Gertrudiella torquata là một loài rêu thuộc họ Pottiaceae. Loài này được (Taylor) J.A. Jiménez & M.J. Cano mô tả khoa học đầu tiên năm 2021.